# Высокая Гора (Архангельская область)
Высокая Гора (также пишется как Высокая гора) — деревня в Шенкурском районе Архангельской области России. Входит в состав муниципального образования «Ровдинское».

## География
Деревня расположена в южной части Архангельской области, в таёжной зоне, в пределах северной части Русской равнины, в 50 километрах на юг от города Шенкурска, в 600 метрах от левого берега реки Ваги, на полтора километра ниже впадения в неё притока Пуя.
Ближайшие населённые пункты: на востоке деревня Болкачевская, на юге деревня Аксеновская, на востоке, на противоположенном берегу реки, деревня Митинская.

### Часовой пояс
Высокая гора, как и вся Архангельская область, находится в часовой зоне МСК (московское время). Смещение применяемого времени относительно UTC составляет +3:00.

## Население
| 2002 | 2010 | 2012 |
| ---- | ---- | ---- |
| 6    | ↘0   | →0   |

## Инфраструктура
Отсутствует.